# Quận Marquette, Michigan
Quận Marquette một quận thuộc tiểu bang Michigan, Hoa Kỳ. Quận lỵ đóng ở Marquette6. Theo điều tra dân số năm 2000 của Cục điều tra dân số Hoa Kỳ năm 2000, quận có dân số 64.634 người.

## Địa lý
Theo Cục điều tra dân số Hoa Kỳ, quận có diện tích 3425 km2, trong đó có 4155 km2 là diện tích mặt nước.

### Quận giáp ranh
- Quận Alger (đông)
- Quận Delta (đông nam)
- Quận Menominee (nam)
- Quận Dickinson (nam)
- Quận Iron (tây nam)
- Quận Baraga (tây)
- Quận Houghton (tây bắc, qua mặt nước, ở hồ Superior)
- Quận Keweenaw (bắc, qua mặt nước, ở hồ Superior)